# Ñuble (prowincja)
Ñuble (hiszp. Provincia de Ñuble) – dawna prowincja wchodząca w skład regionu Biobío, ze stolicą w Chillán.
Prowincja przestała istnieć 6 września 2018 roku, kiedy to weszła w życie opublikowana dzień wcześniej w Dzienniku Urzędowym ustawa powołująca w miejsce prowincji nowy, XVI region Chile – Ñuble.
Prowincja Ñuble dzieliła się na 21 gmin:

- Bulnes
- Chillán
- Chillán Viejo
- Cobquecura
- Coelemu
- Coihueco
- El Carmen
- Ninhue
- Ñiquén
- Pemuco
- Pinto
- Portezuelo
- Quillón
- Quirihue
- Ránquil
- San Carlos
- San Fabián
- San Ignacio
- San Nicolás
- Trehuaco
- Yungay